# Sébastien Loeb

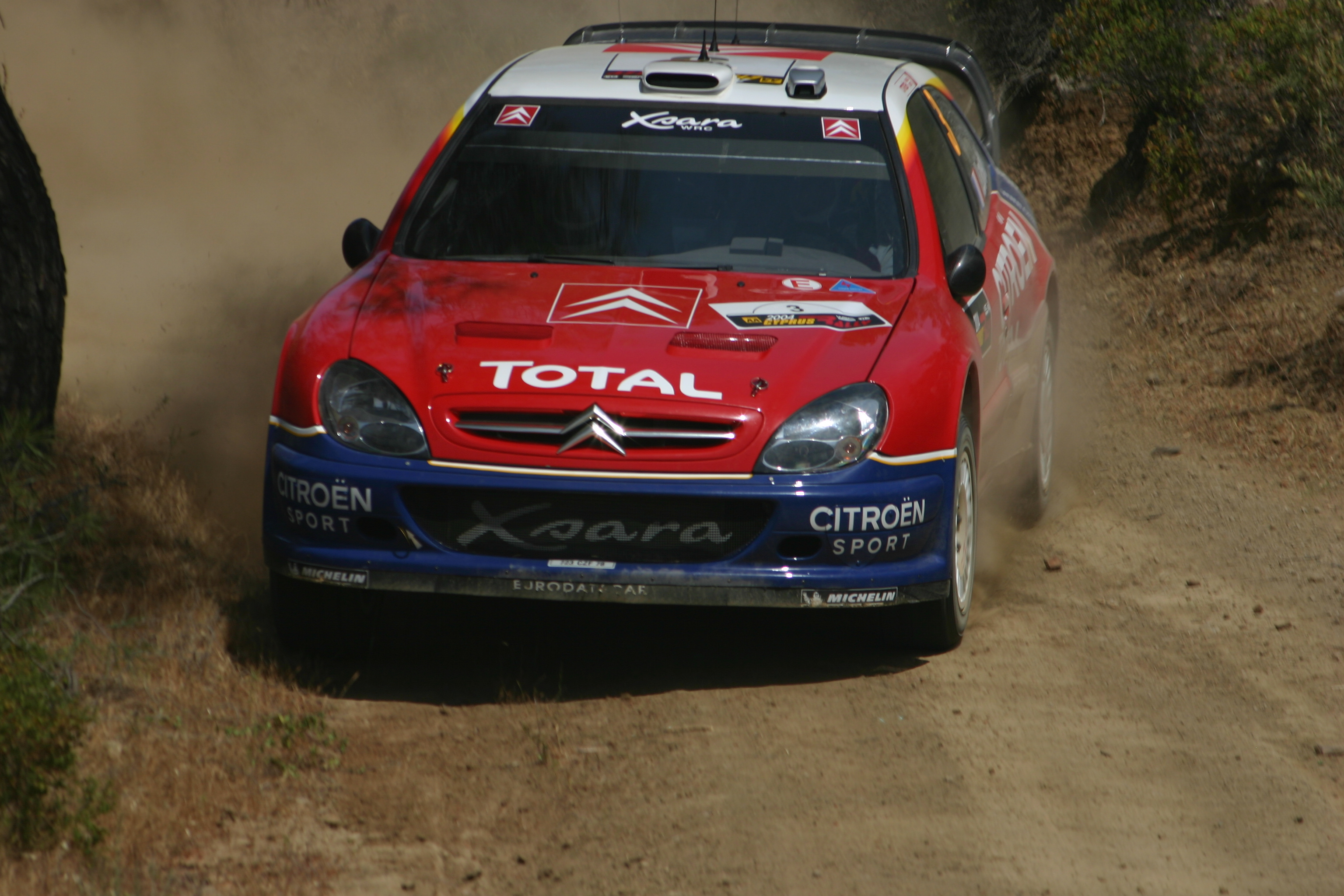
Rajd Cypru 2004 – pierwsze zwycięstwo na szutrze

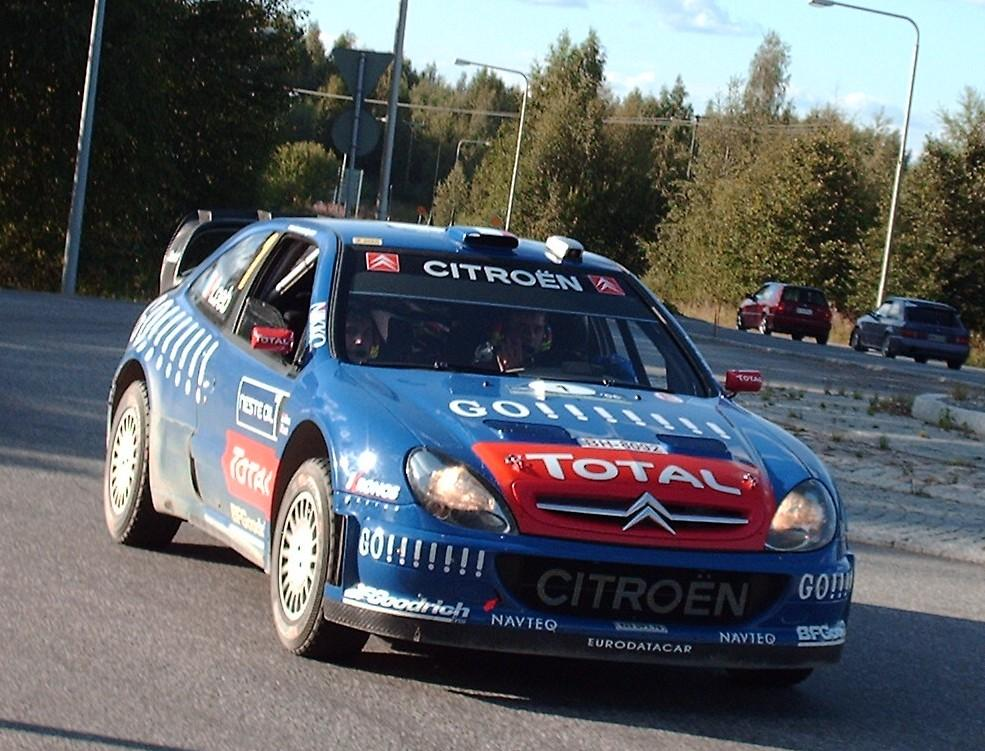
W 2006 występował w zespole Kronos

Sébastien Loeb (ur. 26 lutego 1974 w Haguenau) – francuski kierowca rajdowy, rallycrossowy i wyścigowy, dziewięciokrotny rajdowy mistrz świata (w latach 2004–2012). Jest najbardziej utytułowanym kierowcą rajdowym w historii, między innymi posiada rekordy największej liczby: tytułów mistrza świata, wygranych rajdów, wygranych odcinków specjalnych, oraz miejsc na podium.
W Rajdowych Mistrzostwach Świata pierwsze zwycięstwo odniósł w 1999 roku, zdobywając 1. miejsce w Rallye de France – Tour de Corse samochodem Citroën Saxo VTS (klasa A6). W 2000 roku, w tej samej klasie, zwyciężył w Wales Rally GB. Dwa lata później, już jako kierowca WRC brał udział w dwóch rundach Rajdowych Mistrzostw Świata. W Rallye Automobile Monte Carlo zdobył 2. miejsce, a w ADAC Rallye Deutschland pierwsze. W następnym (2003) roku, jako kierowca fabrycznego teamu Citroen, brał udział we wszystkich rundach WRC i zdobył tytuł wicemistrza świata. Kolejne lata (2004–2012) dziewięciokrotnie z rzędu przynosiły mu Mistrzostwo Świata w klasyfikacji WRC. Zdobył też 2. miejsce w wyścigu 24 godzinnym w Le Mans w 2006 roku. Jest również 3-krotnym mistrzem (6-krotnym finalistą) prestiżowych zawodów „Race of Champions”, w których startują najlepsi kierowcy dyscyplin motorowych z całego świata.

## Życiorys

### 1996–1999
W roku 1996 dołączył do teamu Ambition Sport Auto, założonego przez Dominique'a Heintza i Rémiego Mammosser. Finanse grupy nie są duże, jednak w roku 1997 Sébastien Loeb dostał pierwszy samochód rajdowy – Peugeot 106, a Dominique Heintz został jego pilotem. Para Loeb – Heintz zdobyła 8. miejsce w zawodach Volant106 w klasie 1300 cm³, a następnie 1600 cm³. Magazyn Echappement nadał Loebowi tytuł „najlepiej zapowiadającego się kierowcy”.
W międzyczasie Sébastien Loeb poznał pilota Daniela Elenę. Para Loeb – Elena funkcjonuje do dziś, odnotowawszy 9 mistrzowskich tytułów w klasie WRC.
W 1998 zdobył 6. miejsce w Citroën Saxo kit-car Cup, a w 1999 już pierwsze. Rok 1999 to także pierwszy start w Rajdowych Mistrzostwach Świata. Fédération Française de Sports Automobiles umożliwia mu start w RallyRACC Catalunya-Costa Daurada. Nie odnosi tam sukcesów. Zwyciężał za to w Rallye de France – Tour de Corse i Rallye San Remo w klasie A6.

### 2000
Rok 2000 to przełom w karierze Loeba. Dzięki wstawiennictwu Didiera Auriola Loeb po raz pierwszy jechał w rajdzie samochodem WRC – Toyotą Corollą. Brał udział w Rajdzie Francji oraz Rajdzie Włoch, w obu klasyfikując się w pierwszej dziesiątce. Natomiast w Rajdzie Wielkiej Brytanii Citroënem Saxo VTS zdobył pierwsze miejsce w klasie A6.
Wcześniej jednak zdobywał mistrzostwo Francji w klasie Citroën Saxo kit-car w Szutrowych Mistrzostwach Francji. Zwróciło to uwagę Guya Fréquelina, który zaoferował Loebowi możliwość reprezentowania Citroëna w Mistrzostwach Francji.

### 2001
Zdobywał mistrzostwo Francji jadąc Xsarą Kit Car oraz zwyciężał w Mistrzostwach Świata samochodów Super 1600 za kierownicą Saxo. W Rajdzie Sanremo pojechał samochodem Citroën Xsara WRC zajmując drugie miejsce. Było to jego pierwsze podium w rajdzie zaliczanym do klasyfikacji Rajdowych Mistrzostw Świata.

### 2002
Debiutował w klasie WRC, jadąc Citroënem Xsarą WRC. W Rallye Automobile Monte Carlo zdobywał II miejsce, a w ADAC Rallye Deutschland – pierwsze.

### 2003 – wicemistrz świata
W roku 2003 po raz pierwszy brał udział w pełnym sezonie WRC. Wygrywał wówczas 3 rajdy, zdobywając tytuł wicemistrza świata.

### 2004 – 1. tytuł mistrzowski
W roku 2004 zdobycie tytułu mistrzowskiego zapewniło mu zwycięstwo w pięciu rajdach. Mimo to, już po zapewnieniu sobie tytułu mistrzowskiego, zwyciężył w kolejnym, szóstym rajdzie Rally Australia, wyrównując tym samym rekord liczby zwycięstw w jednym sezonie, ustanowiony w 1992 przez Didiera Auriola.

### 2005 – 2. tytuł mistrzowski
17 lipca 2005 – wygrywając siódmy rajd w tym samym sezonie rajdowym, ustanowił nowy rekord świata. Ostatecznie skończył sezon 2005 wygrywając 10 rajdów. Jako pierwszy zawodnik w historii wygrał także 6 rajdów z rzędu. Dzięki tym rezultatom po raz drugi bronił tytułu mistrza świata z 56 punktami przewagi nad drugim w klasyfikacji generalnej Petterem Solbergiem. Wyrównał tym samym wynik liczby mistrzowskich tytułów Carlosa Sainza i Marcusa Grönholma.
Warte odnotowania jest sportowe zachowanie Loeba w Rajdzie Wielkiej Brytanii. Na 15 odcinku rajdu zginął Michael Park. Prowadzący wówczas w rajdzie Loeb świadomie spóźniał się 2 minuty z dotarciem do mety, przez co spadał na miejsce 3. Gdyby zwyciężył – zapewniłby sobie tytuł mistrzowski na 4 rajdy przed końcem sezonu. Mimo to, Loeb zrezygnował ze zwycięstwa. Ostatecznie w rajdzie zwyciężył Petter Solberg.

### 2006 – 3. tytuł mistrzowski
Fabryczny zespół Citroëna wycofał się na jeden sezon z rywalizacji, aby skupić się na przygotowaniu nowego samochodu na kolejny sezon. W tej sytuacji Loeb startował w sezonie w prywatnym zespole Kronos wspieranym przez Citroëna. Mimo to, rok 2006 to kolejne zwycięstwa i kolejny tytuł mistrzowski. Zapewniło mu go zwycięstwo w ośmiu rajdach. 3 września 2006 wygrywał 27. rajd w swojej karierze (Rajd Japonii), czym ustanowił nowy rekord świata.
Na cztery rajdy przed końcem sezonu, Loeb zmiażdzył bark podczas jazdy na motocyklu enduro. Prowadził wówczas 35 punktami przed Marcusem Grönholmem. Mimo nieobecności Loeba, Grönholm zdołał odrobić jedynie 34 punkty, co oznaczało, że Loeb zdobył swój trzeci tytuł mistrzowski w karierze.

### 2007 – 4. tytuł mistrzowski
Rok 2007 przeszedł do historii jako zażarta walka o tytuł pomiędzy Loebem a Grönholmem. Na cztery rundy przed końcem sezonu, tj. Rallye de France – Tour de Corse, Rally Japan, Rally Ireland i Wales Rally GB Sébastien Loeb tracił 6 punktów do Grönholma. Zakładając, iż pierwsze i drugie miejsce w kolejnych rajdach pada łupem Loeba lub Grönholma, przewidywano następujący scenariusz wydarzeń:
Francuz zwycięży w „rodzimym” Rallye de France – Tour de Corse, co zmniejszy różnicę do 4 punktów. Następnym zwycięskim rajdem będzie błotnisty Rally Japan, zgodnie z opinią, iż Loeb lepiej „czuje się” na asfalcie, a Grönholm na nawierzchniach luźnych. Zmniejszyłoby to różnicę do 2 punktów. Następny rajd – asfaltowy Rally Ireland padnie łupem Grönholma, co znów podniesie różnicę do 4 punktów. Oznaczało to, iż w ostatnim rajdzie Wales Rally GB Loeb musi zwyciężyć, a Grönholm zdobyć miejsce trzecie lub w którymś z poprzednich rajdów, popełnić na tyle poważny błąd, by uniemożliwił mu on zdobycie punktów.
Zgodnie ze scenariuszem Loeb zdobył zwycięstwo w Rallye de France – Tour de Corse, a Grönholm był drugi. Różnica w klasyfikacji generalnej zmniejszyła się do 4 punktów. Mimo to, scenariusz zwycięstwa Loeba wydawał się niemożliwy: wciąż prowadził Gronholm, a w kolejnych trzech rajdach tylko w dwóch faworytem był Loeb. Nadto Gronholm, jako że z końcem sezonu 2007 zamierzał wycofać się z rajdów, za wszelką cenę starał się zdobyć swój trzeci tytuł mistrzowski.
Rally Japan, wydawało się, ostatecznie pogrzebał szansę Loeba na czwarty mistrzowski tytuł z rzędu. W drugim dniu rajdu, z powodu błędu pilota Daniela Eleny, Loeb zniszczył samochód, wypadając z trasy. Skomentował to wówczas tak: trudno go winić, był to jego pierwszy błąd od 11 lat.
Tymczasem w trzecim dniu rajdu Marcus Grönholm, uszkodziwszy klatkę bezpieczeństwa, także odpadł z rajdu. Mimo to, Fin wciąż prowadził czterema punktami, a do końca sezonu pozostawały jeszcze tylko 2 rajdy, w tym korzystny dla Grönholma Rally Ireland.
Rally Ireland, umocnił jednak pozycję Loeba. W drugim dniu rajdu Grönholm uderzył silnie w betonową barierę. Zawieszenie samochodu rajdowego Forda Focusa zostało kompletnie zniszczone i Fin odpadł z rajdu. Loeb ukończył rajd na pierwszym miejscu, uzyskując sześciopunktową przewagę nad Grönholmem.
W kolejnym rajdzie Wales Rally GB Loeb zdobył trzecie miejsce a Grönholm drugie. Ostatecznie, Francuz zwyciężył w klasyfikacji generalnej z przewagą 4 punktów, zdobywając czwarty z rzędu tytuł mistrzowski. Tym samym wyrównał on rekord liczby tytułów Juhy Kankkunena i Tommi Makinena i wyrównał rekord zdobytych z rzędu tytułów mistrzowskich, należący do Tommi Makkinena.
Sezon kończył z łączną liczbą 568 punktów zdobytych we wszystkich 38 rajdach.

### 2008 – 5. tytuł mistrzowski

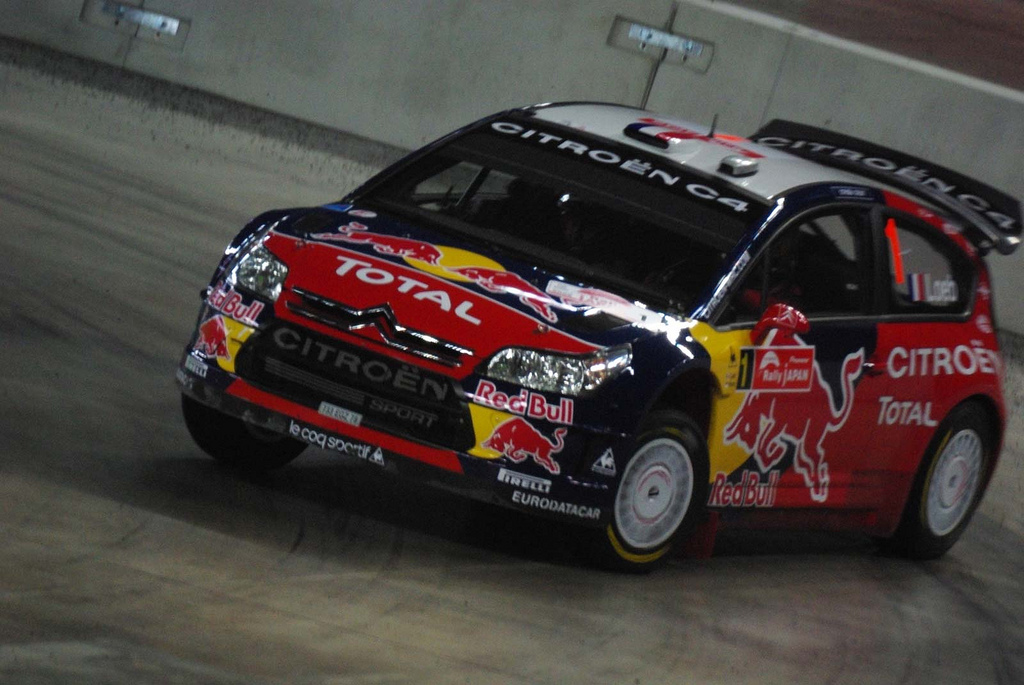
Rajd Japonii, podczas którego zapewnił sobie piąty tytuł mistrzowski

30 marca 2008 odniósł 39. zwycięstwo w swojej karierze pozostając niekwestionowanym rekordzistą w liczbie wygranych rajdów. Na dzień 28 kwietnia 2008, po pięciu eliminacjach, Sébastien Loeb był drugi ustępując pięcioma punktami Mikko Hirvonenowi. Przed piątym rajdem Jordan Rally WRC Loeb prowadził w klasyfikacji generalnej 5 punktami przed Hirvonenem. Prowadził także w Jordan Rally WRC. Jednak w drugim dniu, na drodze dojazdowej do dwunastego odcinka specjalnego zderzył się czołowo z kolegą z teamu Citroen Total World Rally Team Conradem Rautenbachem. Obaj odpadli z klasyfikacji i choć Loeb powrócił na zasadach SupeRally, nie zdobył punktów. Utracił tym samym prowadzenie w klasyfikacji generalnej. Po wygranej w Rajdzie Finlandii tracił 1 punkt do lidera Mistrzostw Mikko Hirvonena. Odzyskał prowadzenie w Rajdzie Niemiec, a w kolejnych rajdach jego przewaga nad Hirvonenem konsekwentnie rośnie. Po Rajdzie Korsyki, na dwie eliminacje przed końcem sezonu, prowadzi już 14 punktami. Tytuł mistrzowski zapewnił sobie zdobywając III miejsce w Rajdzie Japonii – przedostatnim rajdzie eliminacji mistrzostw.

### 2009 – 6. tytuł mistrzowski
Sezon rozpoczął się Rajdem Irlandii, który to Loeb wygrał po raz drugi. Następnie pierwszy raz wygrał Rajd Norwegii, po zaciętej walce z Mikko Hirvonenem.
W trzeciej eliminacji sezonu – Rajdzie Cypru, Loeb odniósł swoje 50. zwycięstwo w rajdach WRC.
Po zwycięstwach w Rajdach Portugalii oraz piątym z rzędu w Argentynie miał na swoim koncie zwycięstwa we wszystkich dotychczasowych rajdach sezonu.
W Rajdzie Sardynii pęknięta opona po wypadnięciu z drogi spowodowała spadek z pozycji trzeciej na czwartą. Loeb wyprzedził Pettera Solberga w walce o trzecie miejsce na podium, jednak po doliczeniu kary za pogwałcenie przepisów bezpieczeństwa (pilot Daniel Elena rozpiął pasy bezpieczeństwa przed zatrzymaniem się samochodu na wymianę koła), ukończył rajd na miejscu czwartym.
Na Rajdzie Akropolu, jadąc na trzeciej pozycji wypadł z trasy, w groźnie wyglądającym wypadku samochód uległ całkowitemu zniszczeniu. W Rajdzie Polski uszkodził zawieszenie po uderzeniu w pieniek ukryty w grząskim piasku na poboczu, samochód nie nadawał się do dalszej jazdy, następnego dnia kontynuował rajd na zasadach SupeRally. Po poleceniach szefowskich w stosunku do kierowców juniorskiego zespołu Citroën ukończył rajd na siódmej pozycji – stracił tym samym prowadzenie w klasyfikacji generalnej, o jeden punkt na rzecz Mikko Hirvonena.
Po zwycięstwie w Rajdzie Katalonii, zmniejszył przewagę Hirvonena przed ostatnim rajdem sezonu. W Rajdzie Wielkiej Brytanii musiał zyskać co najmniej jedną punktowaną pozycje przed Hirvonenem. Po niesamowitej dyspozycji na dwóch odcinkach specjalnych: OS8 i OS9, gdzie powiększył przewagę nad Hirvonenem z 2,4 s do 25 s odniósł zwycięstwo w rajdzie, co dało mu punkt przewagi w klasyfikacji generalnej Mistrzostw Świata.

### 2010 – 7. tytuł mistrzowski
W sezonie 2010 łącznie odniósł 8 zwycięstw (Meksyk, Jordania, Cypr, Bułgaria, Niemcy, Francja, Hiszpania, Wielka Brytania), a dwukrotnie zajął drugie miejsce. Zapewniło mu to siódmy z rzędu tytuł mistrzowski na trzy rajdy przed końcem sezonu. Mistrzowski tytuł obronił w swoim rodzinnym mieście Haguenau, gdzie odbywał się ostatni OS rajdu. Ostatecznie, po zwycięstwie w ostatnim rajdzie cyklu, przewaga Loeba nad drugim w klasyfikacji (Jari-Matti Latvala) wyniosła 105 punktów.
Rajd Wielkiej Brytanii był dla Loeba ostatnim startem za kierownicą Citroëna C4 WRC w Rajdowych Mistrzostwach Świata.

### 2011 – 8. tytuł mistrzowski

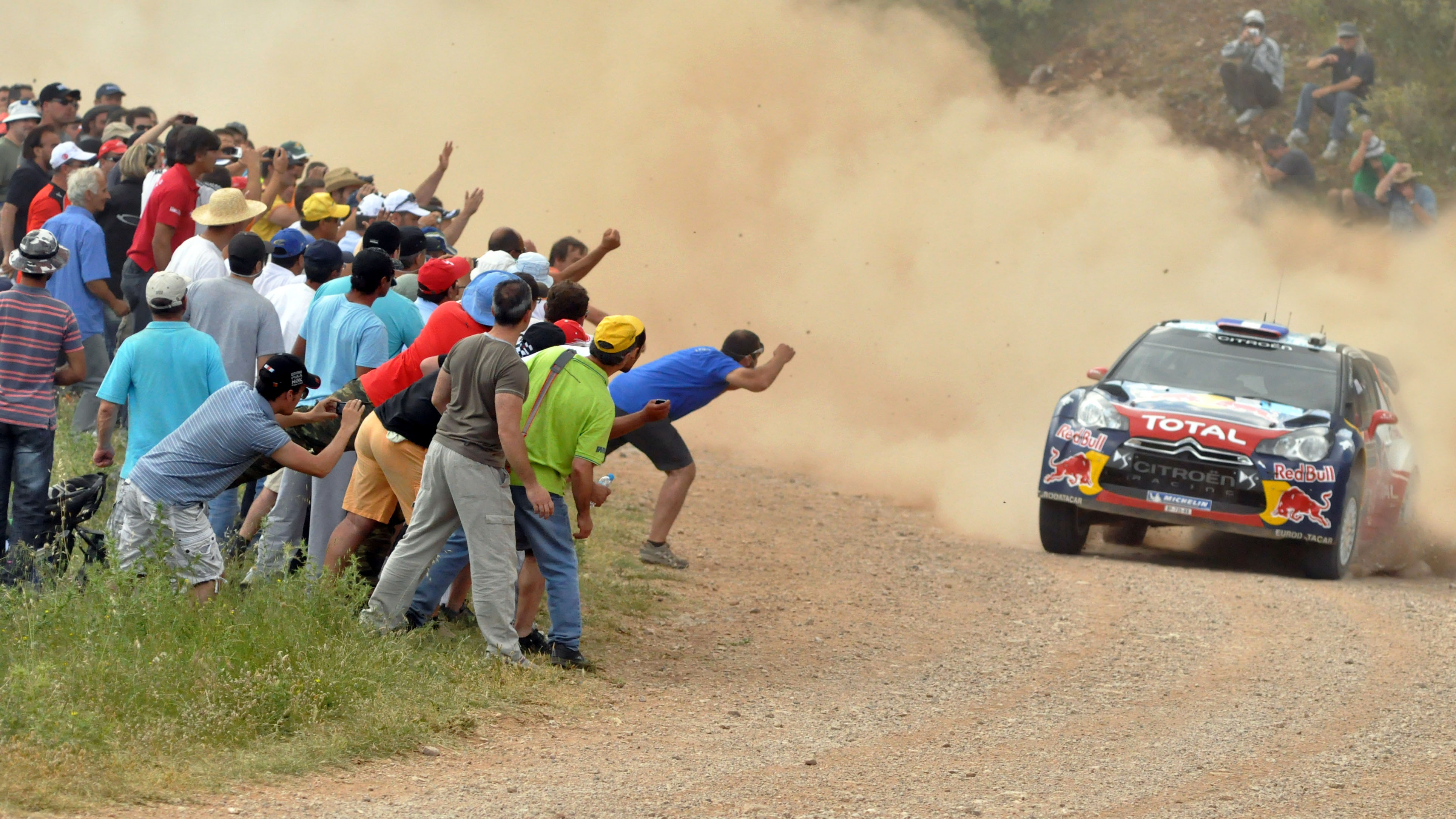
Loeb podczas Rajdu Grecji 2011

Sezon 2011 przyniósł nową generację aut WRC. Loeb za kierownicą Citroëna DS3 WRC rozpoczął w Rajdzie Szwecji od szóstej pozycji. Nowością od tego sezonu był dodatkowo punktowany odcinek – Power Stage. Loeb zdobywał bonusowe punkty dziesięciokrotnie, trzy razy zdobywając ich maksymalną liczbę. Do Rajdu Finlandii sezon układał się bardzo dobrze, Loeb prowadził w klasyfikacji mistrzostw z przewagą 27 punktów nad drugim Mikko Hirvonenem. Francuz wygrał do tego czasu cztery rajdy, a w Rajdzie Finlandii odniósł drugie zwycięstwo w karierze i został pierwszym kierowcą, spoza Finlandii, który triumfował tam więcej niż raz.
W sierpniu Loeb podpisał dwuletni kontrakt z Citroënem na starty w Mistrzostwach Świata, kontrakt obowiązywał na sezony 2012 i 2013 z możliwością rezygnacji po 2012 roku.
Od Rajdu Niemiec zaczęła się pechowa passa dla Loeba. Przegrał tam ze swoim zespołowym kolegą, w wyniku przebicia opony. Tym samym przerwana została seria zwycięstw Loeba w tym rajdzie od początku jego obecności w kalendarzu Mistrzostw Świata. Jednocześnie był to pierwszy asfaltowy rajd od Rajdu Monte Carlo 2006, w którym Loeb nie wygrał. Kolejny rajd rozgrywany w Australii Loeb ukończył dopiero na dziesiątej pozycji w efekcie wypadku pierwszego dnia. Przewaga w Mistrzostwach zmalała do 15 punktów. W domowym rajdzie Loeba – Rajdzie Francji – miał on szansę na powiększenie przewagi, jednak awaria silnika wykluczyła go z rywalizacji. Mikko Hirvonen zrównał się w punktacji z Francuzem, przez co stał się jego największym rywalem do zdobycia tytułu. Loeb pewnie wygrał Rajd Hiszpanii i przed ostatnią rundą sezonu miał osiem punktów przewagi. Rajd Wielkiej Brytanii zapowiadał walkę o mistrzostwo, jednak już na początku rajdu Hirvonen wypadł z trasy i uszkodził chłodnicę, co spowodowało problemy z silnikiem. Loeb spokojnie mógł kontynuować jazdę bez obaw o utratę tytułu, jednak również nie ukończył rajdu w wyniku wypadku na dojazdówce, w którym zderzył się czołowo z samochodem kibica z Hiszpanii, który przy wymijaniu zjechał na złą stronę drogi. W Citroënie Loeba uszkodzniu uległa chłodnica, co uniemożliwiło dalszą jazdę.

### 2012 – 9. tytuł mistrzowski

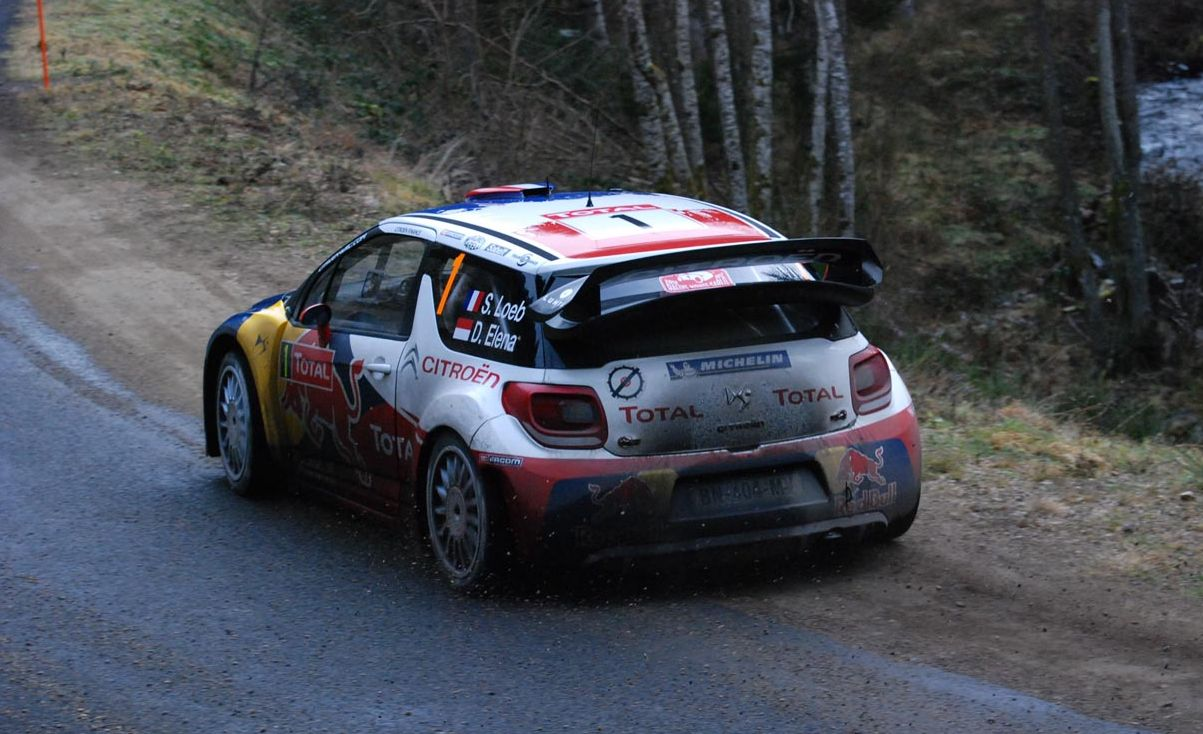
Loeb podczas Rajdu Monte Carlo 2012

Sezon 2012 Loeb rozpoczął od zwycięstwa w przywróconym do kalendarza Rajdzie Monte Carlo, wygrywając także Power Stage. W Szwecji zajął dopiero 6. lokatę, w wyniku uderzenia w śnieżną bandę na siódmym odnicnku specjalnym. Loeb wygrał Rajd Meksyku, a kolejnego rajdu nie ukończył w wyniku wypadku na nocnym odcinku. W Argentynie Loeb wygrał swój 70. rajd. W kolejnych czterech rajdach kontynuował swoją zwycięską serię. Dopiero w Rajdzie Wielkiej Brytanii ustąpił Jari-Matti Latvali zajmując drugą pozycję.
Pod koniec września Loeb ogłosił, że w kolejnym sezonie nie będzie walczył o tytuł mistrzowski i wystartuje tylko w kilku wybranych rajdach. Jednocześnie zapowiedział, że razem z Citroënem rozważa przyszłe starty w WTCC, rozpoczynynając od 2014 lub 2015 roku.
Zwycięstwem w Rajdzie Francji Loeb zapewnił sobie dziewiąty z rzędu tytuł mistrza świata. Rajd Włoch zakończył wypadkiem pierwszego dnia spowodowanym błędnym opisem trasy. Pomimo niewielkich uszkodzeń Loeb nie powrócił na trasę następnego dnia, uznając, że dalsza jazda nie ma sensu. W Rajdzie Hiszpanii Loeb odniósł swoje 76. zwycięstwo, powiększając swoją przewagę w klasyfikacji generalnej do 56 punktów. Sébastien Loeb punktował w dziewięciu odcinkach Power Stage, cztery razy je wygrywając.

### 2013 – sezon pożegnania
Sezon 2013 był dla Loeba sezonem pożegnania. Wystartował w kilku wybranych przez siebie rajdach. Rajd Monte Carlo Sebastien Loeb wygrał. Była to jego siódma wygrana w Monte Carlo. Rajd Szwecji dojechał na drugim miejscu. Kolejnym z wybranych rajdów był Rajd Argentyny. Loeb wygrał ten rajd i był to jego 78 wygrany rajd WRC w karierze. Ostatnim z rajdów wybranych przez Loeba był jego domowy Rajd Francji. Samochód na mokrej nawierzchni odcinka numer 15 wypadł na prawym zakręcie do rowu. Loeb nie ukończył rajdu i w ten sposób zakończył sezon 2013.

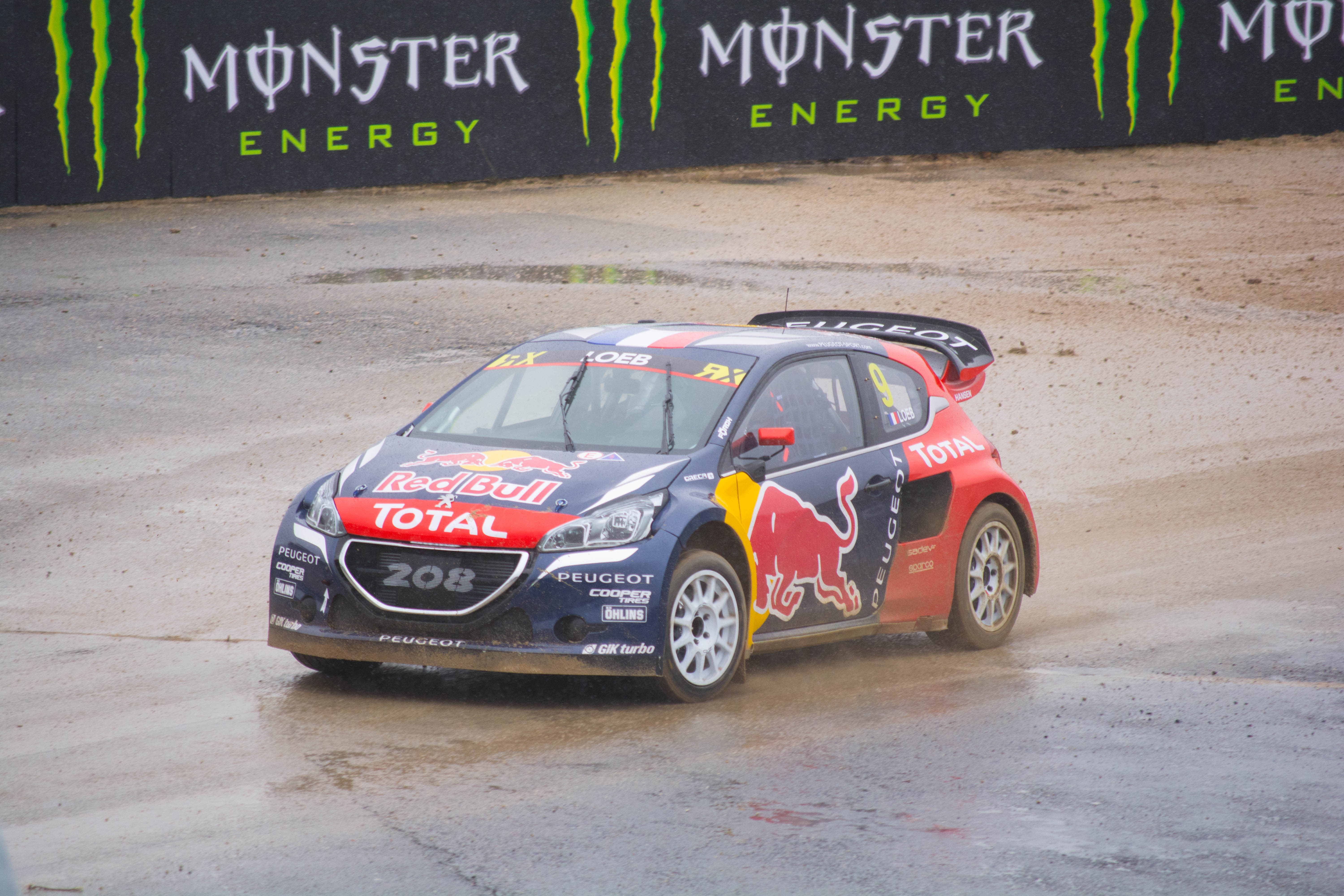
Loeb w Peugeot 208 WRX podczas zawodów rallycrossowych MŚ w Portugalii

### 2015
Loeb zapowiedział powrót na rajdowe trasy tylko na rajd Monte Carlo. Prowadził przez 7 odcinków specjalnych. Na ósmym odcinku specjalnym uszkodził koło w swoim samochodzie. Po powrocie na trasę dzięki Rally2 Loeb ostatecznie dojechał na ósmym miejscu.

### 2016 – start w rallycrossowych MŚ
W dniu 29 lutego 2016 przekazano oficjalną wiadomość, że Loeb dołączy do wspieranego przez fabrykę szwedzkiego zespołu Peugeot-Hansen, aby uczestniczyć we wszystkich 12 rundach Rallycrossowych Mistrzostwach Świata 2016 wraz z Timmym Hansenem. 2 października Loeb odniósł swoje pierwsze zwycięstwo w łotewskiej rundzie mistrzostw świata.

### 2018
Pod koniec 2017 roku pojawiła się informacja, że Loeb wróci do WRC, by wystąpić w trzech rajdach – Rajdzie Meksyku, Rajdzie Korsyki i Rajdzie Hiszpanii.
W Meksyku od początku plasował się w czołówce stawki, a po odcinku 11. objął prowadzenie, którego nie utrzymał długo, gdyż podczas trzynastego odcinka przebił oponę. Zatrzymał się, by ją zmienić i stracił około dwóch minut, przekreślając swoje szanse na zwycięstwo. Ostatecznie rajd zakończył na piątym miejscu. Rajd Hiszpanii wygrał z przewagą mniej niż trzech sekund nad drugim Ogierem.

### 2022
Pod koniec 2021 roku Sébastien oznajmił swój powrót do WRC wraz z dołączeniem do zespołu M-Sport w nowym Fordzie Puma Rally1. Brał udział podczas testów w Monte Carlo w 2021 roku. 20 stycznia 2022 roku wystartował w 90 Rajdzie Monte Carlo. Wygrał ten rajd, było to jego 80 zwycięstwo w karierze WRC.
W tym samym roku dołączył także do ekipy Red Bulla podczas pierwszej rundy zawodów Deutsche Tourenwagen Masters (DTM) 2022. Wyścigi, w których uczestniczył odbywały się w dniach 30 kwietnia i 1 maja na portugalskim torze w Portimão. Wystąpił on w nich gościnnie za Nicka Cassidy'ego, który w ten sam weekend brał udział w zawodach Formuły E w Monte Carlo w Monako. W swoim debiucie Loeb zajął 16. miejsce w sobotnim wyścigu.

## Wyniki

### Zwycięstwa w rajdach WRC[20]
| Zwycięstwa w rajdach WRC (80) | Zwycięstwa w rajdach WRC (80) | Zwycięstwa w rajdach WRC (80) | Zwycięstwa w rajdach WRC (80) | Zwycięstwa w rajdach WRC (80) |
| #                             | Rajd                          | Sezon                         | Pilot                         | Samochód                      |
| ----------------------------- | ----------------------------- | ----------------------------- | ----------------------------- | ----------------------------- |
| 1                             | 21. Rajd Niemiec              | 2002                          | Daniel Elena                  | Citroën Xsara WRC             |
| 2                             | 71. Rajd Monte Carlo          | 2003                          | Daniel Elena                  | Citroën Xsara WRC             |
| 3                             | 22. Rajd Niemiec              | 2003                          | Daniel Elena                  | Citroën Xsara WRC             |
| 4                             | 45. Rajd San Remo             | 2003                          | Daniel Elena                  | Citroën Xsara WRC             |
| 5                             | 72. Rajd Monte Carlo          | 2004                          | Daniel Elena                  | Citroën Xsara WRC             |
| 6                             | 53. Rajd Szwecji              | 2004                          | Daniel Elena                  | Citroën Xsara WRC             |
| 7                             | 32. Rajd Cypru                | 2004                          | Daniel Elena                  | Citroën Xsara WRC             |
| 8                             | 5. Rajd Turcji                | 2004                          | Daniel Elena                  | Citroën Xsara WRC             |
| 9                             | 23. Rajd Niemiec              | 2004                          | Daniel Elena                  | Citroën Xsara WRC             |
| 10                            | 17. Rajd Australii            | 2004                          | Daniel Elena                  | Citroën Xsara WRC             |
| 11                            | 73. Rajd Monte Carlo          | 2005                          | Daniel Elena                  | Citroën Xsara WRC             |
| 12                            | 35. Rajd Nowej Zelandii       | 2005                          | Daniel Elena                  | Citroën Xsara WRC             |
| 13                            | 2. Rajd Sardynii              | 2005                          | Daniel Elena                  | Citroën Xsara WRC             |
| 14                            | 33. Rajd Cypru                | 2005                          | Daniel Elena                  | Citroën Xsara WRC             |
| 15                            | 6. Rajd Turcji                | 2005                          | Daniel Elena                  | Citroën Xsara WRC             |
| 16                            | 52. Rajd Grecji               | 2005                          | Daniel Elena                  | Citroën Xsara WRC             |
| 17                            | 25. Rajd Argentyny            | 2005                          | Daniel Elena                  | Citroën Xsara WRC             |
| 18                            | 24. Rajd Niemiec              | 2005                          | Daniel Elena                  | Citroën Xsara WRC             |
| 19                            | 49. Rajd Korsyki              | 2005                          | Daniel Elena                  | Citroën Xsara WRC             |
| 20                            | 41. Rajd Hiszpanii            | 2005                          | Daniel Elena                  | Citroën Xsara WRC             |
| 21                            | 20. Rajd Meksyku              | 2006                          | Daniel Elena                  | Citroën Xsara WRC             |
| 22                            | 42. Rajd Hiszpanii            | 2006                          | Daniel Elena                  | Citroën Xsara WRC             |
| 23                            | 50. Rajd Korsyki              | 2006                          | Daniel Elena                  | Citroën Xsara WRC             |
| 24                            | 26. Rajd Argentyny            | 2006                          | Daniel Elena                  | Citroën Xsara WRC             |
| 25                            | 3. Rajd Sardynii              | 2006                          | Daniel Elena                  | Citroën Xsara WRC             |
| 26                            | 25. Rajd Niemiec              | 2006                          | Daniel Elena                  | Citroën Xsara WRC             |
| 27                            | 6. Rajd Japonii               | 2006                          | Daniel Elena                  | Citroën Xsara WRC             |
| 28                            | 34. Rajd Cypru                | 2006                          | Daniel Elena                  | Citroën Xsara WRC             |
| 29                            | 75. Rajd Monte Carlo          | 2007                          | Daniel Elena                  | Citroën C4 WRC                |
| 30                            | 21. Rajd Meksyku              | 2007                          | Daniel Elena                  | Citroën C4 WRC                |
| 31                            | 41. Rajd Portugalii           | 2007                          | Daniel Elena                  | Citroën C4 WRC                |
| 32                            | 27. Rajd Argentyny            | 2007                          | Daniel Elena                  | Citroën C4 WRC                |
| 33                            | 26. Rajd Niemiec              | 2007                          | Daniel Elena                  | Citroën C4 WRC                |
| 34                            | 43. Rajd Hiszpanii 2007       | 2007                          | Daniel Elena                  | Citroën C4 WRC                |
| 35                            | 51. Rajd Korsyki              | 2007                          | Daniel Elena                  | Citroën C4 WRC                |
| 36                            | 3. Rajd Irlandii              | 2007                          | Daniel Elena                  | Citroën C4 WRC                |
| 37                            | 76. Rajd Monte Carlo          | 2008                          | Daniel Elena                  | Citroën C4 WRC                |
| 38                            | 22. Rajd Meksyku              | 2008                          | Daniel Elena                  | Citroën C4 WRC                |
| 39                            | 28. Rajd Argentyny            | 2008                          | Daniel Elena                  | Citroën C4 WRC                |
| 40                            | 5. Rajd Sardynii              | 2008                          | Daniel Elena                  | Citroën C4 WRC                |
| 41                            | 55. Rajd Grecji               | 2008                          | Daniel Elena                  | Citroën C4 WRC                |
| 42                            | 58. Rajd Finlandii            | 2008                          | Daniel Elena                  | Citroën C4 WRC                |
| 43                            | 27. Rajd Niemiec              | 2008                          | Daniel Elena                  | Citroën C4 WRC                |
| 44                            | 38. Rajd Nowej Zelandii       | 2008                          | Daniel Elena                  | Citroën C4 WRC                |
| 45                            | 44. Rajd Hiszpanii            | 2008                          | Daniel Elena                  | Citroën C4 WRC                |
| 46                            | 52. Rajd Korsyki              | 2008                          | Daniel Elena                  | Citroën C4 WRC                |
| 47                            | 64. Rajd Wielkiej Brytanii    | 2008                          | Daniel Elena                  | Citroën C4 WRC                |
| 48                            | 4. Rajd Irlandii              | 2009                          | Daniel Elena                  | Citroën C4 WRC                |
| 49                            | 23. Rajd Norwegii             | 2009                          | Daniel Elena                  | Citroën C4 WRC                |
| 50                            | 37. Rajd Cypru                | 2009                          | Daniel Elena                  | Citroën C4 WRC                |
| 51                            | 43. Rajd Portugalii           | 2009                          | Daniel Elena                  | Citroën C4 WRC                |
| 52                            | 29. Rajd Argentyny            | 2009                          | Daniel Elena                  | Citroën C4 WRC                |
| 53                            | 45. Rajd Hiszpanii            | 2009                          | Daniel Elena                  | Citroën C4 WRC                |
| 54                            | 65. Rajd Wielkiej Brytanii    | 2009                          | Daniel Elena                  | Citroën C4 WRC                |
| 55                            | 24. Rajd Meksyku              | 2010                          | Daniel Elena                  | Citroën C4 WRC                |
| 56                            | 28. Rajd Jordanii             | 2010                          | Daniel Elena                  | Citroën C4 WRC                |
| 57                            | 10. Rajd Turcji               | 2010                          | Daniel Elena                  | Citroën C4 WRC                |
| 58                            | 41. Rajd Bułgarii             | 2010                          | Daniel Elena                  | Citroën C4 WRC                |
| 59                            | 28. Rajd Niemiec              | 2010                          | Daniel Elena                  | Citroën C4 WRC                |
| 60                            | Rajd Francji Alzacja          | 2010                          | Daniel Elena                  | Citroën C4 WRC                |
| 61                            | 46. Rajd Hiszpanii            | 2010                          | Daniel Elena                  | Citroën C4 WRC                |
| 62                            | 66. Rajd Wielkiej Brytanii    | 2010                          | Daniel Elena                  | Citroën C4 WRC                |
| 63                            | 25. Rajd Meksyku              | 2011                          | Daniel Elena                  | Citroën DS3 WRC               |
| 64                            | 8. Rajd Sardynii              | 2011                          | Daniel Elena                  | Citroën DS3 WRC               |
| 65                            | 31. Rajd Argentyny            | 2011                          | Daniel Elena                  | Citroën DS3 WRC               |
| 66                            | 61. Rajd Finlandii            | 2011                          | Daniel Elena                  | Citroën DS3 WRC               |
| 67                            | 47. Rajd Hiszpanii            | 2011                          | Daniel Elena                  | Citroën DS3 WRC               |
| 68                            | 80. Rajd Monte Carlo          | 2012                          | Daniel Elena                  | Citroën DS3 WRC               |
| 69                            | 26. Rajd Meksyku              | 2012                          | Daniel Elena                  | Citroën DS3 WRC               |
| 70                            | 32. Rajd Argentyny            | 2012                          | Daniel Elena                  | Citroën DS3 WRC               |
| 71                            | 58. Rajd Grecji               | 2012                          | Daniel Elena                  | Citroën DS3 WRC               |
| 72                            | 42. Rajd Nowej Zelandii       | 2012                          | Daniel Elena                  | Citroën DS3 WRC               |
| 73                            | 62. Rajd Finlandii            | 2012                          | Daniel Elena                  | Citroën DS3 WRC               |
| 74                            | 30. Rajd Niemiec              | 2012                          | Daniel Elena                  | Citroën DS3 WRC               |
| 75                            | Rajd Francji Alzacja 2012     | 2012                          | Daniel Elena                  | Citroën DS3 WRC               |
| 76                            | 48. Rajd Hiszpanii            | 2012                          | Daniel Elena                  | Citroën DS3 WRC               |
| 77                            | 81. Rajd Monte Carlo          | 2013                          | Daniel Elena                  | Citroën DS3 WRC               |
| 78                            | 33. Rajd Argentyny            | 2013                          | Daniel Elena                  | Citroën DS3 WRC               |
| 79                            | 54. Rajd Hiszpanii            | 2018                          | Daniel Elena                  | Citroën C3 WRC                |
| 80                            | 90. Rajd Monte Carlo          | 2022                          | Isabelle Galmiche             | Ford Puma Rally1              |
- Loeb wygrał rajd Monte Carlo w roku 2002, lecz później otrzymał dwuminutową karę za niezgodą z przepisami wymianę opon i spadł na drugie miejsce[21].
- Loeb również wygrał rajd Australii w roku 2009, ale została mu doliczona kara za nieregulaminowy łącznik stabilizatora w jego samochodzie[22].

### Starty w WRC
| Sezon | Zespół                                | Samochód                                                      | 1  | 2  | 3  | 4  | 5      | 6  | 7       | 8         | 9      | 10 | 11            | 12        | 13      | 14        | 15 | 16 | Punkty | Miejsce |
| ----- | ------------------------------------- | ------------------------------------------------------------- | -- | -- | -- | -- | ------ | -- | ------- | --------- | ------ | -- | ------------- | --------- | ------- | --------- | -- | -- | ------ | ------- |
| 1999  | Equipe de France FFSA                 | Citroën Saxo Kit Car                                          | -  | -  | -  | -  | NU     | 19 | -       | -         | -      | -  | -             | 21        | -       | -         |    |    | -      | -       |
| 2000  | Sébastien Loeb Equipe de France FFSA  | Citroën Saxo Kit Car Toyota Corolla WRC                       | -  | -  | -  | -  | -      | -  | -       | -         | NU     | -  | 9             | 10        | -       | 38        |    |    | -      | -       |
| 2001  | Sébastien Loeb Automobiles Citroën    | Citroën Saxo Kit Car Citroën Saxo VTS S1600 Citroën Xsara WRC | 15 | NU | -  | 15 | -      | -  | 19      | -         | 28     | -  | 2             | 13        | -       | 15        |    |    | 6      | 14.     |
| 2002  | Automobiles Citroën Piedrafita Sport  | Citroën Xsara WRC                                             | 2  | 17 | -  | NU | -      | -  | 7       | 5         | 10     | 1  | -             | -         | 7       | NU        |    |    | 18     | 10.     |
| 2003  | Citroën Total                         | Citroën Xsara WRC                                             | 1  | 7  | NU | 4  | NU     | NU | 3       | 1         | 5      | 2  | 1             | 13        | 2       | 2         |    |    | 71     | 2.      |
| 2004  | Citroën Total                         | Citroën Xsara WRC                                             | 1  | 1  | NU | 4  | 1      | 2  | 1       | 2         | 4      | 1  | 2             | 2         | 2       | 2         | NU | 1  | 118    | 1.      |
| 2005  | Citroën Total                         | Citroën Xsara WRC                                             | 1  | NU | 4  | 1  | 1      | 1  | 1       | 1         | 1      | 2  | 1             | 3         | 2       | 1         | 1  | NU | 127    | 1.      |
| 2006  | Kronos Total Citroën World Rally Team | Citroën Xsara WRC                                             | 2  | 2  | 1  | 1  | 1      | 1  | 1       | 2         | 1      | 2  | 1             | 1         | -       | -         | -  | -  | 112    | 1.      |
| 2007  | Citroën Total World Rally Team        | Citroën C4 WRC                                                | 1  | 2  | 14 | 1  | 1      | 1  | NU      | 2         | 3      | 1  | 2             | 1         | 1       | NU        | 1  | 3  | 116    | 1.      |
| 2008  | Citroën Total World Rally Team        | Citroën C4 WRC                                                | 1  | NU | 1  | 1  | 10     | 1  | 1       | 3         | 1      | 1  | 1             | 1         | 1       | 3         | 1  |    | 122    | 1.      |
| 2009  | Citroën Total World Rally Team        | Citroën C4 WRC                                                | 1  | 1  | 1  | 1  | 1      | 4  | NU      | 7         | 2      | 2  | 1             | 1         |         |           |    |    | 93     | 1.      |
| 2010  | Citroën Total World Rally Team        | Citroën C4 WRC                                                | 2  | 1  | 1  | 1  | 3      | 2  | 1       | 3         | 1      | 5  | 1             | 1         | 1       |           |    |    | 276    | 1.      |
| 2011  | Citroën Total World Rally Team        | Citroën DS3 WRC                                               | 6  | 1  | 2  | 3  | 1      | 1  | 2       | 1         | 2      | 10 | NU            | 1         | NU      |           |    |    | 222    | 1.      |
| 2012  | Citroën Total World Rally Team        | Citroën DS3 WRC                                               | 1  | 6  | 1  | NU | 1      | 1  | 1       | 1         | 1      | 2  | 1             | NU        | 1       |           |    |    | 270    | 1.      |
| 2013  | Citroën Total Abu Dhabi WRT           | Citroën DS3 WRC                                               | 1  | 2  | -  | -  | 1      | -  | -       | -         | -      | -  | NU            | -         | -       |           |    |    | 68     | 8.      |
| 2015  | Citroën Total Abu Dhabi WRT           | Citroën DS3 WRC                                               | 8  | -  | -  | -  | -      | -  | -       | -         | -      | -  | -             | -         | -       |           |    |    | 6      | 15.     |
| 2018  | Citroën Total Abu Dhabi WRT           | Citroën C3 WRC                                                | -  | -  | 5  | 14 | -      | -  | -       | -         | -      | -  | -             | 1         | -       |           |    |    | 43     | 13.     |
| 2019  | Hyundai Shell Mobis WRT               | Hyundai i20 Coupe WRC                                         | 4  | 7  | -  | 8  | -      | 3  | NU      | -         | -      | -  | -             | -         | 4       | Australia |    |    | 51     | 11.     |
| 2020  | Hyundai Shell Mobis WRT               | Hyundai i20 Coupe WRC                                         | 6  | -  | -  | -  | 3      | -  | -       |           |        |    |               |           |         |           |    |    | 24     | 10.     |
| 2022  | M-Sport Ford WRT                      | Ford Puma Rally1                                              | 1  | -  | -  | NU | Włochy | 8  | Estonia | Finlandia | Belgia | NU | Nowa Zelandia | Hiszpania | Japonia |           |    |    | 35     | 11.     |

| 1. miejsce | 2. miejsce | 3. miejsce | Punktowane miejsce | Niepunktowane miejsce | Nie ukończył | Wykluczony | Nie wystartował | Nie brał udziału |

### Starty w WRX
| Rok  | Zespół              | Samochód        | 1  | 2  | 3 | 4  | 5 | 6 | 7 | 8 | 9 | 10 | 11 | 12 | WRX        | Punkty |
| ---- | ------------------- | --------------- | -- | -- | - | -- | - | - | - | - | - | -- | -- | -- | ---------- | ------ |
| 2016 | Team Peugeot-Hansen | Peugeot 208 WRX | 5  | 10 | 2 | 10 | 5 | 2 | 9 | 3 | 8 | 1  | 8  | 8  | 5. miejsce | 209    |
| 2017 | Team Peugeot-Hansen | Peugeot 208 WRX | 14 | 2  | 5 | 7  | 4 | 3 | 3 | 3 | 2 | 3  | 11 | 10 | 4. miejsce | 214    |
| 2018 | Team Peugeot Total  | Peugeot 208 WRX | 2  | 2  | 1 | 3  | 8 | 9 | 3 | 6 | 3 | 4  | 8  | 3  | 4. miejsce | 229    |